# Pieve di San Martino Sopr'Arno
La pieve di San Martino Sopr'Arno è un edificio sacro di Capolona che si trova nella località omonima.

## Storia e descrizione
Documentata dal 1017, fece parte dei possedimenti dei canonici della Chiesa aretina. In gran parte rimaneggiata nel XIX secolo, della probabile struttura basilicale a tre navate si conserva soltanto l'abside semicircolare e la parete terminale. Il loro paramento murario è formato da conci ben squadrati di arenaria disposti a filaretto. L'edificio è stato accorciato, cambiata la posizione del portale, ed è stata aggiunta un'abside recante la data 1854 opposta a quella originale. La modesta facciata ottocentesca è in pietra del tipo a capanna; il campanile posto nella parte tergale è a vela con bifore, campane e terzo fornice vuoto.
All'interno è un Crocifisso ligneo di Taddeo Curradi, probabilmente dell'ottavo decennio del Cinquecento.